# Datación por hidratación de la obsidiana
La datación por hidratación de obsidiana (por sus siglas en inglés OHD), o bien prueba de hidratación de obsidiana es un método geoquímico para determinar la edad en términos absolutos o relativos de un artefacto hecho de obsidiana .
La obsidiana es un vidrio volcánico utilizado por los pueblos prehistóricos como materia prima en la fabricación de herramientas de piedra como puntas de proyectil, cuchillos u otras herramientas de corte a través del tallado, o rompiendo pedazos con el descascarillado a presión.
La obsidiana obedece a la propiedad de hidratación mineral y absorbción de agua, cuando se expone al aire a un ritmo definido. Cuando se fractura inicialmente un nódulo de obsidiana sin trabajar por contacto humano, normalmente hay menos del 1% de agua presente. Con el tiempo, el agua se difunde lentamente en el artefacto formando una estrecha "banda", "borde" o "corteza" que puede verse y medirse con muchas técnicas diferentes, como un microscopio de alta potencia con un aumento de 40 a 80, perfiles de profundidad con SIMS (espectrometría de masas de iones secundarios) espectroscopia fotoacústica infrarroja. Para utilizar la hidratación de la obsidiana para la datación absoluta, es necesario comprender las condiciones a las que ha estado expuesta la muestra y su origen o compararlos con muestras de una edad conocida, por ejemplo, como resultado de la datación por radiocarbono de los materiales asociados.

## Historia
La datación por hidratación de la obsidiana fue presentada en 1960 por Irving Friedman y Robert Smith del Servicio Geológico de Estados Unidos. Su trabajo inicial se centró en las obsidianas de sitios arqueológicos del oeste de América del Norte.
El uso de la espectrometría de masas de iones secundarios en la medición de la datación por hidratación de la obsidiana fue descrita por dos equipos de investigación independientes en 2002.
Esta técnica es ampliamente aplicada por arqueólogos para datar sitios prehistóricos de la prehistoria en California y en la Gran Cuenca de América del Norte. También se ha aplicado en América del Sur, Oriente Medio, las islas del Pacífico, incluida Nueva Zelanda y la cuenca del Mediterráneo.

## Técnicas

### Procedimiento convencional
Para medir la banda de hidratación, generalmente se corta una pequeña porción de material de un artefacto con obsidiana. Esta muestra se muele hasta alcanzar un espesor de aproximadamente 30 micrómetros y se monta sobre un portaobjetos petrográfico. Se mide en ella la hidratación de la corteza con un microscopio de alta potencia equipado con algún método para medir el grosor, generalmente en décimas de micrómetros. De esa manera se mide la cantidad microscópica de agua absorbida en superficies recién rotas. El principio detrás de la datación por hidratación de la obsidiana es simple: cuanto más tiempo esté expuesta la superficie del artefacto, más gruesa será la banda de hidratación.

### Procedimiento de espectrometría de masas de iones secundarios
Utilizando la capacidad de perfil de profundidad de la técnica de espectrometría de masas de iones secundarios para medir el borde de hidratación, la muestra se monta en un soporte sin ninguna preparación ni corte un método no destructivo. Hay dos modos de espectrometría generales: modo estático y modo dinámico, dependiendo de la densidad de corriente de iones primarios, y tres tipos diferentes de espectrómetros de masas: sector magnético, cuadrupolo y tiempo de vuelo. Cualquier espectrómetro de masas puede funcionar en modo estático (corriente de iones muy baja, análisis de la capa monoatómica superior) y en modo dinámico (alta densidad de corriente de iones, análisis en profundidad).
Aunque es relativamente poco frecuente, el uso de SIMS en investigaciones de superficies de obsidiana ha producido grandes avances en la datación OHD. En general se refiere a cuatro categorías instrumentales según su funcionamiento: estático, dinámico, cuadrupolo y tiempo de vuelo. En esencia se trata de una técnica con una gran resolución sobre una gran cantidad de elementos químicos y estructuras moleculares de una manera esencialmente no destructiva. Es posible perfeccionar la técnica de una manera que mejore tanto su precisión como su exactitud y amplíe potencialmente su utilidad al generar datos cronológicos confiables. En un modelo se basa únicamente en la difusión dependiente de la composición, siguiendo soluciones numéricas (diferencia finita (DF) o elemento finito) que se basaban en el perfil H+ adquirido por SIMS. Se realizó una prueba del modelo utilizando los resultados del Monte 65, Chalco en México. Esta técnica utilizó cálculo numérico para modelar la formación de todo el perfil de difusión como una función del tiempo y ajustó la curva derivada al perfil de hidrógeno. Las ecuaciones DF se basan en una serie de suposiciones sobre el comportamiento del agua a medida que se difunde en el vidrio y en puntos característicos del perfil de difusión de H+ en la espectrometría de iones secundarios.
En Rodas, Grecia, el enfoque de datación se basa en el modelado del perfil de hidrógeno tipo S mediante SIMS, siguiendo la ley de difusión de Fick y una comprensión de la capa de saturación de la superficie. De hecho, la capa de saturación en la superficie se forma hasta una cierta profundidad dependiendo de factores que incluyen la cinética del mecanismo de difusión de las moléculas de agua, la estructura química específica de la obsidiana, así como las condiciones externas que afectan la difusión (temperatura, humedad relativa y presión). Estos factores dan como resultado la formación de un valor de concentración límite aproximadamente constante en la capa superficial externa. Utilizando el producto final de la difusión, se ha desarrollado un modelo fenomenológico, basado en ciertas condiciones iniciales y de borde y mecanismos fisicoquímicos apropiados, que expresan el perfil de concentración de H2O versus profundidad como una ecuación de difusión/tiempo.
Este último avance, la espectrometría de masas de iones secundarios-saturación de superficie (SIMS-SS), implica modelar el perfil de concentración de hidrógeno de la superficie en función de la profundidad, mientras que la determinación de la edad se logra mediante ecuaciones que describen el proceso de difusión, mientras que los efectos topográficos se han confirmado y monitoreado mediante microscopía de fuerza atómica.

## Limitaciones
Varios factores complican la simple correlación del espesor de la banda de hidratación de obsidiana con la edad absoluta del material. Se sabe que la temperatura acelera el proceso de hidratación. Así, los artefactos expuestos a temperaturas más altas, por ejemplo por estar a menor altitud, parecen hidratarse más rápido. Además, la química de la obsidiana, incluido el contenido intrínseco de agua, parece afectar la tasa de hidratación. Una vez que un arqueólogo puede controlar la firma geoquímica de la obsidiana y la temperatura (generalmente aproximada utilizando una "temperatura de hidratación efectiva"), puede ser capaz de datar el artefacto utilizando la técnica de hidratación de obsidiana. La presión del vapor de agua también puede afectar la velocidad de hidratación de la obsidiana.
La confiabilidad del método basado en la ecuación de edad empírica de Friedman es x²=kt, donde x es el espesor del borde de hidratación, k es el coeficiente de difusión y t es el tiempo. El abordaje de la ecuación es cuestionada desde varios puntos de vista relacionados con la dependencia de la temperatura, la raíz cuadrada del tiempo y la determinación de la tasa de difusión por muestra y por sitio, como parte de algunos intentos exitosos del procedimiento y sus aplicaciones. El procedimiento de cálculo de la edad por espectrometría de masas de iones secundarios se divide en dos pasos principales. El primer paso se refiere al cálculo de un polinomio de ajuste de tercer orden del perfil de la espectrometría de iones secundarios. La segunda etapa se refiere a la determinación de la capa de saturación, es decir, su profundidad y concentración. Todo el procesamiento computacional está integrado en un software independiente. Por tanto, la ecuación de edad por espectrometría de masas de iones secundarios en años antes del presente se da en la ecuación:
{\displaystyle c=e^{a+bx+cx^{2}+dx^{3}}} Ecuación. Polinomio de ajuste del perfil SIMS
{\displaystyle T={\frac {(C_{1}-C_{2})^{2}\left({\frac {1.128}{1-{\frac {0.177kC_{1}}{C_{2}}}}}\right)^{2}}{4Dse\!f\!\!f\left(\left.{\frac {\mathrm {d} C}{\mathrm {d} x}}\right|_{x=0}\right)^{2}}}} Ecuación. 2 La ecuación de edad por espectrometría de masas de iones secundarios en años antes del presente.
En esta ecuación, Ci es la concentración intrínseca de agua, Cs es la concentración de saturación, dC/dx es el coeficiente de difusión para la profundidad x=0, k se deriva de una familia de curvas de difusión teóricas de Crank y {\displaystyle Ds,eff} es un coeficiente de difusión efectivo que relaciona el gradiente inverso del polinomio de ajuste con muestras bien datadas:
D s,eff = aD s + b/ (1022 Ds) = 8,051e−6 Ds +0,999/(1022Ds)
donde Ds = (1/(dC/dx))10 −11 asumiendo un flujo constante y tomado como la unidad. La ec. (2) y la suposición de unidad es un asunto de mayor investigación.